# Tornade d'octobre 1091 à Londres
La tornade d'octobre 1091 à Londres est une tornade qui a frappé Londres en octobre 1091. C'est la première tornade enregistrée dans les écrits contemporains (ou presque contemporains) de l'histoire de Grande-Bretagne, et aussi probablement sa plus forte.

## Date
Deux dates “différentes” se retrouvent dans la littérature sur le sujet. Ce sont le 17 octobre 
selon le calendrier julien alors en vigueur, qui est le 23 octobre 1091 selon le calendrier grégorien. Peu d'auteurs précisent le type du calendrier qu'ils utilisent.
Quelle que soit la date indiquée, c'est la première tornade de l'histoire de Grande-Bretagne qui soit citée dans des écrits : elle est mentionnée et décrite par un chroniqueur du XIIe siècle. Une chronique a peut-être été écrite par Florence de Worcester ; si c'est le cas, elle date d'avant 1118 (mais un doute persiste sur l'identité de son auteur):

« A very powerful whirlwind, coming from the south, knocked down more than 600 houses and a considerable number of churches. It also struck the church called St. Mary le Bow, killed two people in it and, lifting the roof with the timbers aloft, carried them back and forth in the air for a long time. Finally it fixed six of the timbers, in the same position in which they had been fixed in the roof, so deep in the ground that only a seventh of eight part [1.2 m] protruded; yet they were 27 or 28 feet [8.2–8.5 m] long »

— (la) Florence de Worcester, Florentii Wigorniensis Chronicon, t. 2, éd. B. Thorpe, 1849 (lire en ligne [sur archive.org]), p. 29 (cité par Rowe 1999, p. 327).
William de Malmesbury donne un compte-rendu très similaire à celui de Florentius, ce qui va dans le sens de l'utilisation par ces deux auteurs d'une même source antérieure.
Roger de Hoveden (actif 1174-1201) en parle aussi. Charles Ernest Britton (1937) l'appelle “a great gale”.

## Force
L'estimation de force 8 sur l'échelle de TORRO, soit environ force F4 sur l'échelle de Fujita, vient de Michael Rowe se basant sur les chroniques anciennes connues. Sa conclusion n’est pas si affirmative : “Peut-être force T8”. Encore faut-il prendre le nombre 600 littéralement pour arriver à ce résultat.
Les vitesses de vents ne sont pas connues.
Ce n'est pas la plus forte tornade que le Royaume-Uni a connue : celle de Welbourn, du 23 octobre 1666, la détrône avec un classement de force T8-T9. Elle est passée à Welbourn, Wellingore, Navenby et Boothby Graffoe dans le Lincolnshire, laissant derrière elle une largeur de chemin de maximum 200 m pour une longueur du chemin de 5 km,. 

## Destructions
La tornade tue deux personnes dans l'église et détruit plus de 600 habitations, principalement en bois. La tornade a aussi détruit le pont de Londres, alors construit en bois, et a fortement endommagé l'église St Mary-le-Bow (4 combles de près de 8 mètres furent plantés au sol si violemment qu'il n'en dépassait plus qu'1,20 m). Plusieurs autres églises furent aussi détruites.